# Mil Mi-2
Pour les articles homonymes, voir Mi2.
Le Mil Mi-2, code OTAN : « Hoplite », est un petit hélicoptère de transport léger de conception soviétique, fabriqué par la société Mil au début des années 1960. Premier hélicoptère soviétique à être propulsé par des turbomoteurs, il peut accomplir des missions d'appui aérien rapproché quand il est armé de roquettes de 57 mm et d'un canon de 23 mm.

## Production
Le Mi-2 a été uniquement produit en Pologne, dans l'usine de WSK PZL-Świdnik. Quand la production fut stoppée, en 1985, environ 7 200 exemplaires avaient été fabriqués. Dans l'armée polonaise, l'hélicoptère était désigné SM-2.

## Construction

### Fuselage
La structure du fuselage se divise en trois parties : l'avant où est disposée la cabine, la partie centrale pour l'habitacle des passagers et enfin l'arrière avec la poutre de queue servant de stabilisateur. 

## Le Mi-2, comparé aux autres hélicoptères à missions multiples
| Caractéristique        | Ka-18 (en) | UH-1 Huey               | Mi-2                        | Bell 206        |
| ---------------------- | ---------- | ----------------------- | --------------------------- | --------------- |
| Diamètre du rotor      | 10 m       | 14,63 m                 | 14,50 m                     | 10,16 m         |
| Longueur du fuselage   | 10 m       | 17,4 m                  | 11,40 m                     | 12,11           |
| Masse maximale         | 1 502 kg   | 4 310 kg                | 3 659 kg                    | 1 451 kg        |
| Puissance              | 1 × 200 kW | 1 × 820 kW              | 2 × 298 kW                  | 1 × 310 kW      |
| Équipage + passagers   | 1 + 3      | 1 + 14                  | 1 + 8                       | 1 + 4           |
| Vitesse de croisière   | 130 km/h   | 205 km/h                | 194 km/h                    | ~200 km/h       |
| Vitesse maximale       | 160 km/h   | 220 km/h                | 210 km/h                    | 224 km/h        |
| Distance franchissable | 450 km     | 510 km                  | 580 km                      | 700 km          |
| Plafond                | 3 500 m    | 5 910 m                 | 4 000 m                     | 4 115 m         |
| Constructeur           | Kamov      | Bell Helicopter Textron | Mil Moscow Helicopter Plant | Bell Helicopter |
| Premier vol            | 1956       | 1956                    | 1961                        | 1963            |

## Pays utilisateurs

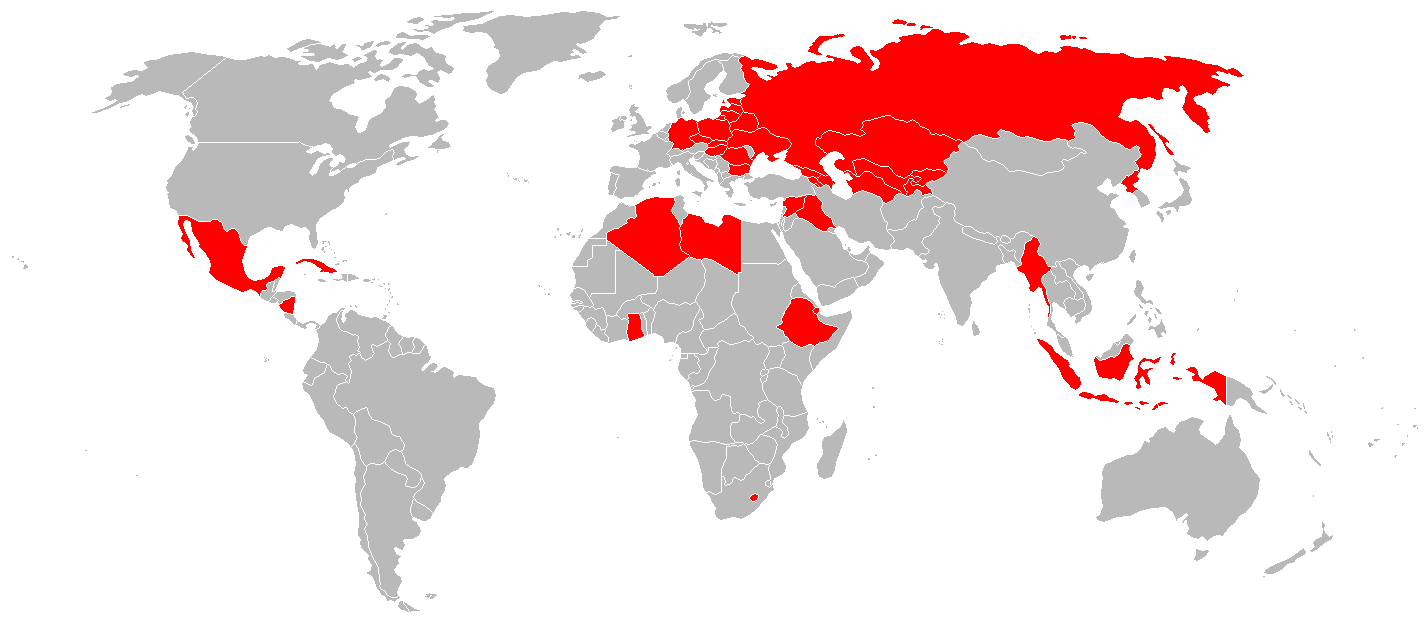
Pays où le Mi-2 a été utilisé.

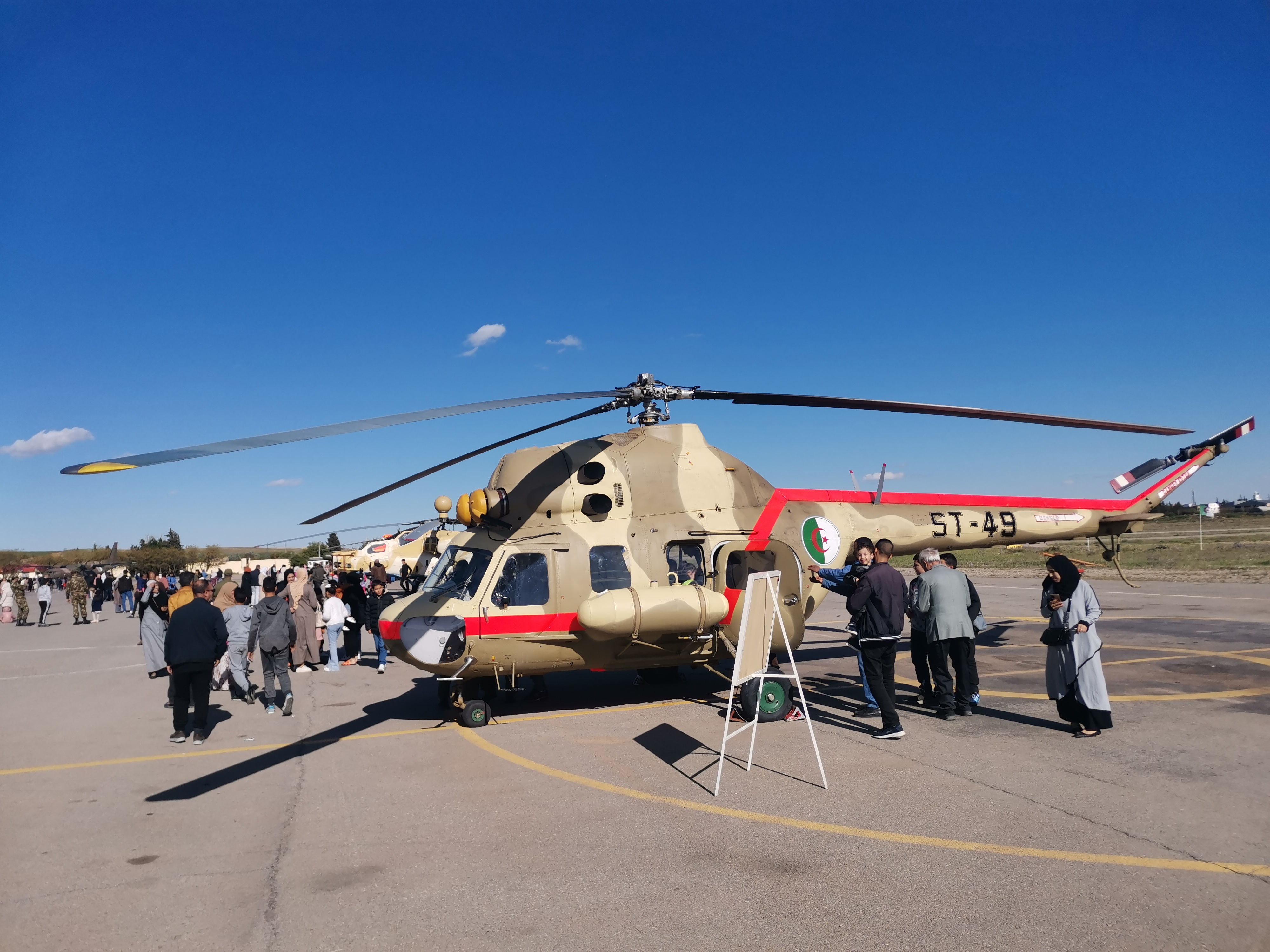
Mil MI-2 des forces aériennes algériennes

- Afghanistan
- Albanie
- Algérie
- Allemagne
- Arménie
- Azerbaïdjan
- Biélorussie
- Birmanie
- Bulgarie
- Cambodge
- Corée du Nord
- Cuba
- Djibouti
- Estonie
- États-Unis
- Éthiopie
- Géorgie
- Ghana
- Hongrie
- Indonésie
- Irak
- Lettonie
- Lesotho
- Libye
- Lituanie
- Mexique
- Nicaragua
- Pologne
- Pérou
- République tchèque
- Russie
- Sénégal
- Slovaquie
- Somalie
- Syrie
- Ukraine
- Viêt Nam
- Yougoslavie

## Versions
- Mi-2 : Version de base produite en URSS, elle était utilisée pour des missions de reconnaissance.
- Mi-2 LSK : Version produite sous licence en RDA, copie conforme de son homologue soviétique.
- Mi-2 US : Version armée du Mi-2 de reconnaissance avec un canon automatique NS-23
- Mi-2 URN : Version armée du Mi-2 de reconnaissance avec un canon automatique NS-23 et une nacelle de 32 roquettes S-5.
- Mi-2 URP Salamandra : Version polonaise du Mi-2 armée d'un canon automatique NS-23 et de 4 ATGM 9K11 Malyutkta.
- Mi-2 URP-G Gniewosz : Version polonaise du Mi-2 armée d'un canon automatique NS-23, de 4 missiles antichars 9K11 Malyutka et de 4 missiles antiaériens Strela-2.

## Mi-2 au cinéma
- Au début du film soviétique Mimino, Valentine Konstantinovitch Mizandari décolle à bord de l'hélicoptère Mi-2.
- Malgré son aspect très peu futuriste, le Mi-2 est souvent utilisé dans le film fantastique Un dieu rebelle.
- À la fin du film Rien que pour vos yeux, le général Gogol utilise cet appareil pour rencontrer James Bond au monastère.